# Đau tai
Đau tai là đau ở tai. Đau tai nguyên phát là đau bắt nguồn từ tai. Đau tai thứ phát là một loại đau được phóng chiếu, có nghĩa là nguồn gốc của cơn đau khác với vị trí của cảm giác đau.
Hầu hết các nguyên nhân gây đau tai không đe dọa đến tính mạng. Đau tai nguyên phát thường gặp hơn đau tai thứ phát, và thường do nhiễm trùng hoặc chấn thương. Các điều kiện gây đau tai thứ phát (gọi tắt) là khá rộng, từ hội chứng khớp thái dương hàm đến viêm họng.
Nói chung, lý do đau tai có thể được phát hiện bằng cách thu thập lịch sử kỹ lưỡng về tất cả các triệu chứng và thực hiện kiểm tra thể chất, mà không cần các công cụ hình ảnh như chụp CT. Tuy nhiên, có thể cần thử nghiệm thêm nếu có cảnh báo đỏ như giảm thính lực, chóng mặt, ù tai hoặc giảm cân bất ngờ.
Xử trí đau tai phụ thuộc vào nguyên nhân. Nếu có nhiễm trùng do vi khuẩn, đôi khi thuốc kháng sinh được khuyên dùng và thuốc giảm đau không kê đơn có thể giúp kiểm soát sự khó chịu. Một số nguyên nhân gây đau tai đòi hỏi một thủ tục hoặc phẫu thuật.
83% trẻ em có ít nhất một đợt nhiễm trùng tai giữa từ khi mới sinh đến ba tuổi.

## Dấu hiệu và triệu chứng
Đau tai có thể xuất hiện ở một hoặc cả hai tai. Nó có thể có hoặc không kèm theo các triệu chứng khác như sốt, cảm giác thế giới quay cuồng, ngứa tai hoặc cảm giác đầy trong tai. Cơn đau có thể hoặc không trở nên tồi tệ hơn khi nhai. Cơn đau cũng có thể liên tục hoặc gián đoạn.
Đau tai do nhiễm trùng là phổ biến nhất ở trẻ em và có thể xảy ra ở trẻ sơ sinh. Người lớn có thể cần đánh giá thêm nếu họ bị mất thính lực, chóng mặt hoặc ù tai. Báo động đỏ bổ sung bao gồm bệnh tiểu đường, hệ thống miễn dịch suy yếu, sưng thấy ở tai ngoài hoặc sưng dọc theo hàm.

## Nguyên nhân
Đau tai có nhiều nguyên nhân, phần lớn trong số đó không đe dọa đến tính mạng. Đau tai có thể bắt nguồn từ một phần của tai, được gọi là đau tai nguyên phát hoặc từ cấu trúc giải phẫu bên ngoài tai được coi là đau bên trong tai, được gọi là đau tai thứ phát. Đau tai thứ phát là một loại đau được đề cập, có nghĩa là nguồn gốc của cơn đau khác với vị trí mà cảm giác đau. Đau tai nguyên phát thường gặp ở trẻ em, trong khi đau thứ phát (gọi tắt) phổ biến hơn ở người lớn.
Đau tai nguyên phát thường gặp nhất do nhiễm trùng hoặc chấn thương ở một trong các bộ phận của tai.